# 下大静脈弁

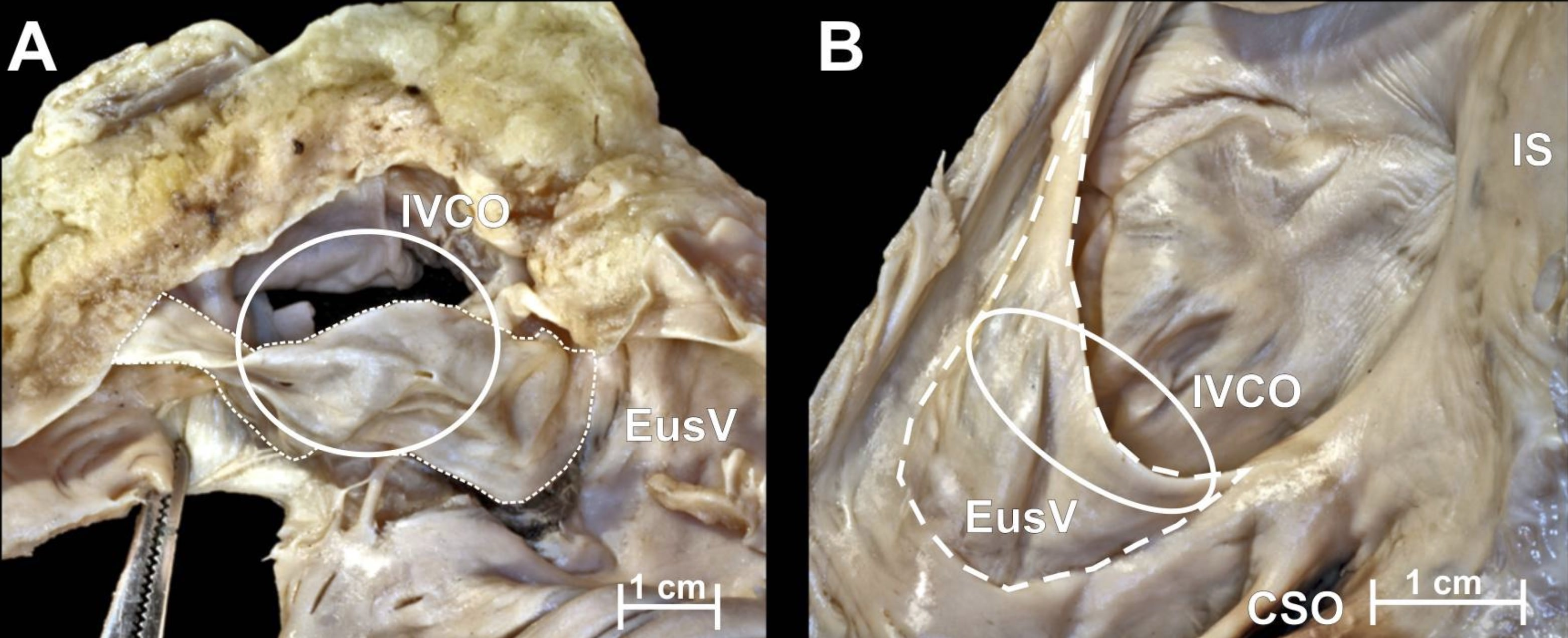
ヒトの心臓に存在するユースタキオ弁（EusV）と下大静脈開口部（IVCO）。

下大静脈弁（かだいじょうみゃくべん、ユースタキオ弁）は、下大静脈と右心房の接合部にある静脈弁である。イタリアの解剖学者、エウスタキウスによって初めて記述された。胎児循環の遺残で、出生後は生理学的な役割を持たない。 

## 発生
出生前発達の時期では、下大静脈弁は、酸素が豊富な血液の流れを、右心室からひき離して、右心房から左心房に誘導するのに役立つ。出生前の、胎児循環では、胎盤から戻る酸素が豊富な血液が肝静脈からの血液と下大静脈で混合される。この血液が卵円孔を通って心房中隔を通過すると、左心房の血液の酸素含有量が増加する。これにより、左心室、大動脈、冠循環、発達中の脳の循環中の血液の酸素濃度が増加する。
出生後、胎盤からの分離後には、下大静脈の酸素含有量が低下する。呼吸が始まると、左心房は肺静脈を介して肺から酸素が豊富な血液を受け取る。肺への血流が増加するにつれて、左心房に入る血流の量も増加する。左心房の内圧が右心房の内圧を超えると、卵形孔が閉じ始め、左心房と右心房の間の血流が減る。下大静脈弁は成人になっても残るが、出生後は基本的に特定の機能は持たない。

## 変異
遺残している下大静脈弁の大きさ、形状、厚さ、表面、および心房中隔などの隣接構造を妨げとなるかどうかには、大きなばらつきがある。 下大静脈弁の小さい方の例としては、胎生期の下大静脈弁が完全に消えるか、細い隆起として残るだけである。最も多いのは、下大静脈開口部の前縁から生じる心内膜の三日月形のヒダである。三日月のヒダの外側は分界稜末端の下端と癒合する傾向があり、内側は冠状静脈洞の開口部にある半円形の弁襞であるテベシウス弁に合流する。下大静脈弁の大きい変異としては、右心房腔に数センチメートル突き出た可動性のある細長い構造物として遺残する。この場合、リアルタイム心エコー検査で波打つような動きが見えることがあり、そして、それがかなり大きい場合、右房腫瘍、血栓、または疣贅 (vegetation）と混同される可能性がある。時には、下大静脈弁は下大静脈の開口部から右心房壁を横切り、房室弁に隣接する心房中隔の下部にまで到達する。 しかし、心エコー検査で、右心房を二分するような見かけと間違われるような巨大な下大静脈弁は非常にまれである。このタイプの異常は、右房性三心房心と間違われるリスクがある。非常にまれに、このような大きな下大静脈弁は、右心房の嚢胞性腫瘍と紛らわしい可能性もある。
上大静脈（SVC）には、下大静脈弁に相当する弁または弁様構造はない。

## 臨床的意義
下大静脈弁は、経胸壁心臓超音波検査の傍胸骨長軸像、心尖部四腔像、心窩部四腔像でよく見える。 下大静脈弁は、経食道心エコー検査の二腔像や右側の短軸像・長軸像で、より鮮明に見ることができる。
下大静脈弁には、従来病的意義が無いとされてきたが、近年、卵円孔の自然閉鎖を阻害し、卵円孔開存による右左シャントを助長することで奇異性脳塞栓症を引き起こすという報告が相次いでいる。

## 歴史

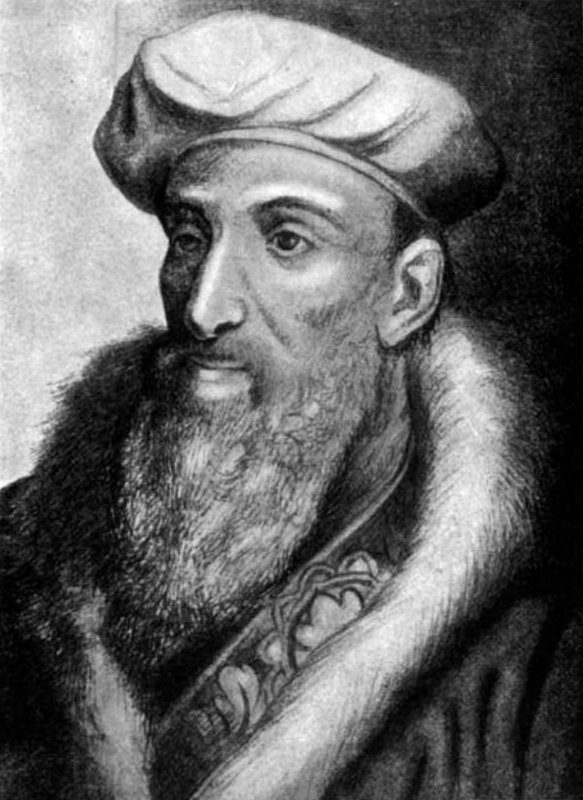
エウスタキウス

下大静脈弁すなわちユースタキオ弁は、イタリアの解剖学者エウスタキウス（1500～1513年生まれ、1574年没）によって初めて記述された。